# Teding van Berkhout

Familiewapen van Teding van Berkhout (1815)

Familiewapen van Teding van Berkhout (1833)

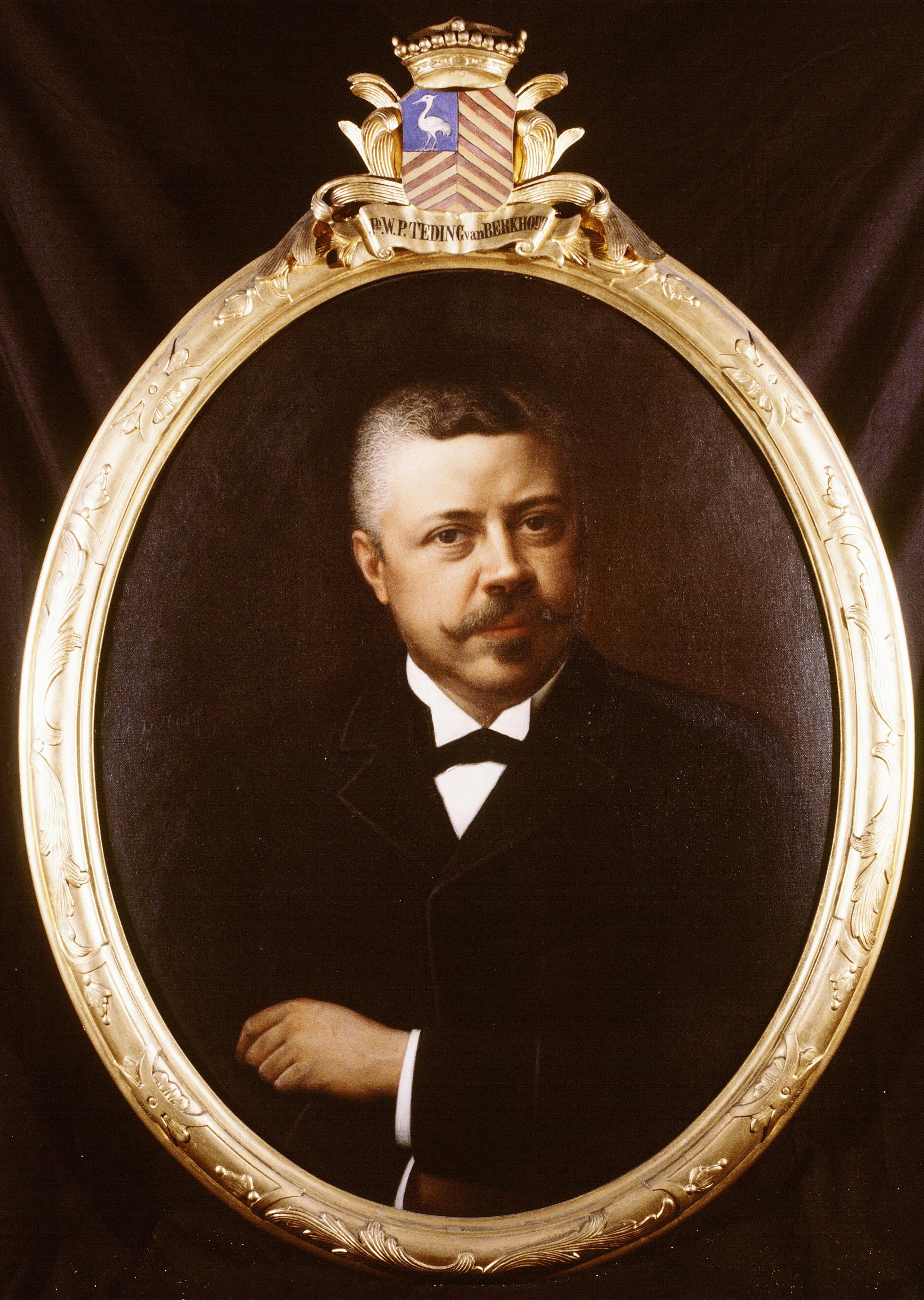
Portret van jhr. Willem Philip Teding van Berkhout (1851-1915) door H.A. Pothast (1884)

Teding van Berkhout is een Nederlands geslacht, waarvan leden vanaf 1815 behoren tot de Nederlandse adel.

## Geschiedenis
De stamreeks begint met Pieter Jansz. Berckhout († na 25 oktober 1566), smid en vanaf 1517 raad in de vroedschap, vanaf 1523 schepen en vanaf 1531 burgemeester van Hoorn.
Telgen van het geslacht behoorden aanvankelijk tot het regentenpatriciaat van de stad Hoorn, later tot dat van Monnickendam, nog weer later van Brielle, daarna van Delft en Leiden. Begin 17e eeuw traden telgen in dienst van de VOC. In diezelfde tijd dienden enkele telgen onder Michiel de Ruyter en Cornelis Tromp.
De geschiedenis van dit geslacht is uitgebreid beschreven door Schmidt (1986). Een volledige genealogie verscheen in 2014 van de hand van Van Lennep.
In 2014 leefden er nog tientallen mannelijke afstammelingen. De chef de famille was toen jhr. Steven Lourens Teding van Berkhout (1955) die toen in Australië was gevestigd, net als zijn vermoedelijke opvolger als hoofd van het geslacht, zijn in 1999 geboren zoon.

### Tedingh
De zoon van de stamvader, Jan Pietersz. Berckhout (1510-1587), burgemeester van Hoorn, trouwde in eerste echt met Cornelia Tedingh († voor 27 maart 1568). Zij was een dochter van Jan Tedingh alias Jan Joost Jan Tedingsz. Die laatste was een kleinzoon van Jan Tedingh die de naam van zijn moeder aannam en onder die naam in 1430 en 1439 wordt vermeld. Hij was de zoon van Jan van Crabbenburch die in 1397 wordt vermeld en getrouwd was met Trude Melis, dochter van Melis Jan Teding die in 1369 wordt vermeld. De kinderen uit het huwelijk van Berckhout-Tedingh namen de dubbele geslachtsnaam Tedingh Berckhout aan, in later eeuwen veranderd door de tot op heden gevoerde geslachtsnaam.

### Adelsbesluiten
Bij diploma van keizer Leopold I van 16 april 1689 werd Joan Tedingh Berkhout verheven tot ridder des H.R.Rijks. Vanaf 16 september 1815 tot 12 juni 1885 werden leden van het geslacht verheven in de Nederlandse adel.
Zowel in 1815 als nog in 1919 werd verzocht om erkenning van oude adel, waarbij in 1815 de stamboom zoals later vastgesteld nog met zeven generaties werd opgevoerd. In beide jaren adviseerde de Hoge Raad van Adel negatief op deze verzoeken; verheffing in 1815 vond plaats bij gelegenheid van de inhuldiging van koning Willem I, op basis van de diensten door de familie aan de staat bewezen.

### Wapen
Van het geslachtswapen bestaan verschillende versies. Het oudst bekende wapen is afgebeeld op het portret van Jan Pietersz. Berckhout (1510-1587). Ook uit later eeuwen bestaan andere wapens.
In 1815 werd het wapen vastgesteld door de Hoge Raad van Adel met de volgende blazoenering: "In goud zeven rode kepers; in een blauw vrijkwartier een staande zilveren kraanvogel. Een aanziende helm; wrong: goud en groen; dekkleden: rood en goud; helmteken: een gouden hertekop en -hals; schildhouders: twee halfaanziende gouden leeuwen, rood getongd; het geheel geplaatst op een groene arabesk".
In 1833 vonden aanpassingen plaats: als het wapen op het diploma van 1815, de helm [half]aanziend en het geheel geplaatst op een groene grasgrond. In 1855 ten slotte: als het wapen op het diploma van 1815, maar de helm halfaanziend.

### Portretten
In de genealogie van Van Lennep (2014) is een lijst van 166 portretten opgenomen van leden van dit geslacht of aangetrouwden, inclusief fotoportretten. Zeker als het om oudere portretten gaat, betreft het ook anonieme of kopieën van portretten. De oudste portretten zijn die van de stamouders, bewaard gebleven op een memorietafel die zch in het familie-archief bevindt; de toeschrijving dat dit de stamouders zijn, berust op overlevering binnen de familie. In later eeuwen werden van vele telgen portretten geschilderd, vooral van hen die regentenposities bekleedden, en waarvoor niet de minste schilders werden aangetrokken.
Niet alle portretten zijn in bezit van de familiestichting. Er zijn er die zich in openbare collecties bevinden, maar ook nog in diverse particuliere collecties. Wel wordt door Van Lennep verwezen naar de inventarisnummeringen uit de familiestichting en/of van die van het Iconografisch Bureau.

### Teding van Berkhout-stichting
Op 10 oktober 1930 werd een, anno 2014 nog bestaande, familiestichting opgericht om 73 familieportretten in onder te brengen die door een dreigend faillissement van jhr. mr. Pieter Teding van Berkhout (1865-1935), die op Boekenrode woonde, voor de familie verloren dreigden te gaan. De stichting kocht de portretten, verkocht er buiten de 73 vervolgens ook weer enige die geen direct verband hielden met het geslacht (zoals portretten gerelateerd aan het geslacht Van Beresteyn), en breidde de collectie in haar bestaan daarna verder uit; de collectie is door Egbert Jan Wolleswinkel in 1998 voor het Iconografisch Bureau beschreven en gefotografeerd. Ook in later tijd werd de portrettencollectie aangevuld. Voorts werd het familie-archief erin ondergebracht dat ook in de loop der decennia werd uitgebreid; het archief, beschreven in een inventaris van Otto Schutte, is in 1999 in bewaring gegeven van het Nationaal Archief, en ook daarna nog aangevuld.

### Onroerend goed

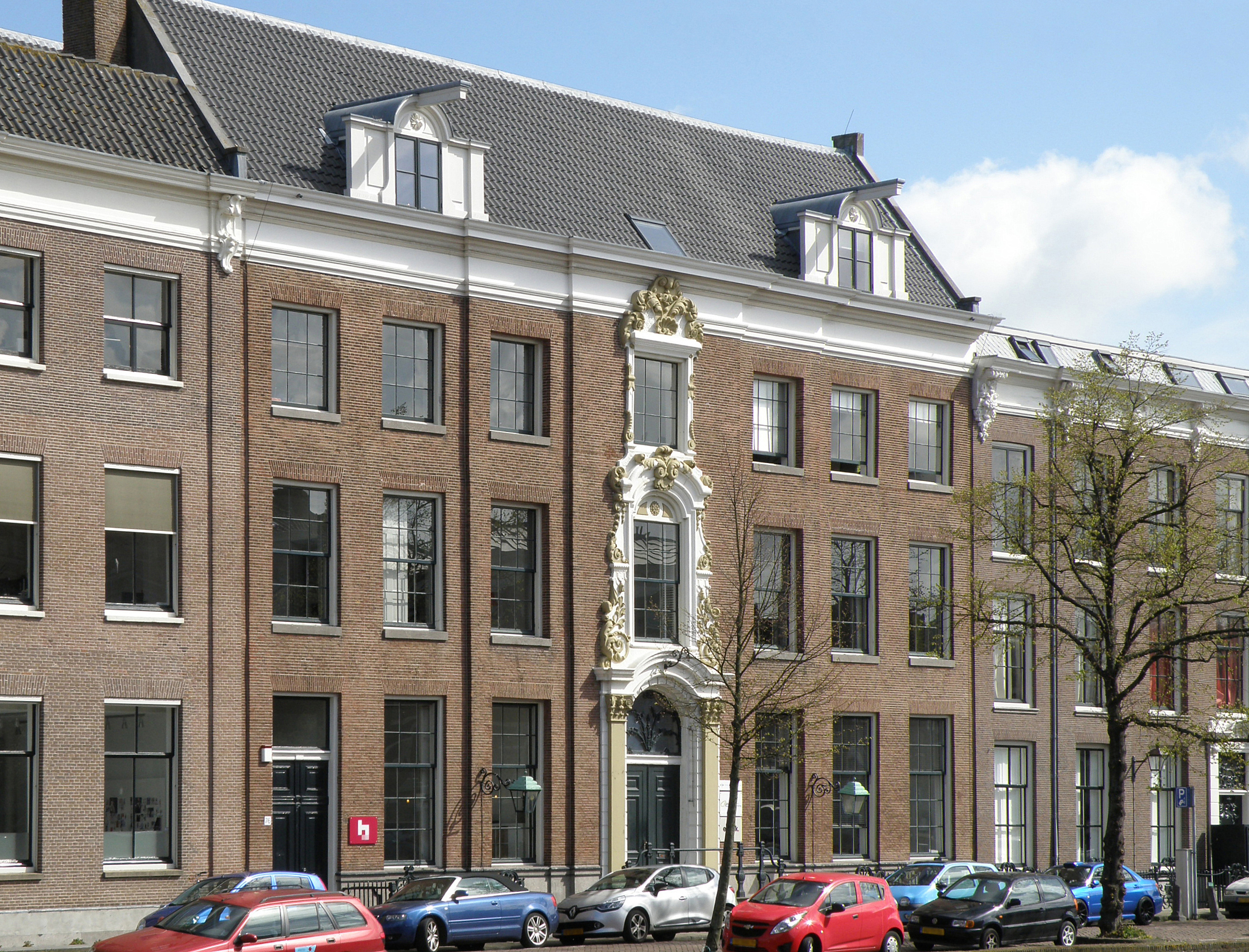
Nieuwe Gracht 74, Haarlem

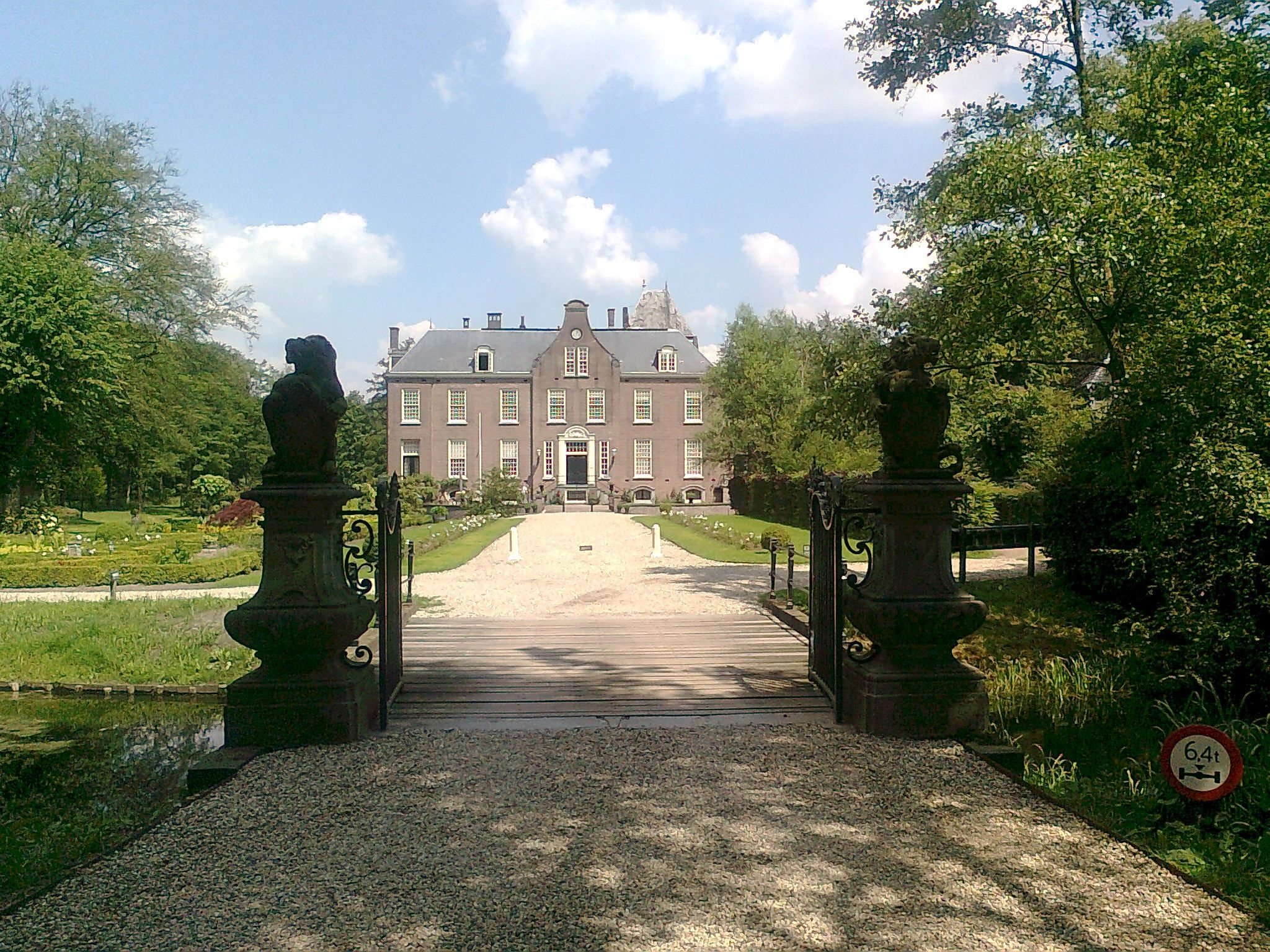
Hoenlo te Olst

De familie heeft in de loop der eeuwen verschillende onroerende goederen bezeten. Naast stadshuizen in Delft, bezat de familie buitenplaats Pasgeld aan de Vliet, vlakbij Rijswijk. Met name in de omgeving van Haarlem bezat ze buitenplaatsen, of liet die bouwen, naast de stadshuizen in Haarlem zelf. Van de buitenplaatsen waren bijvoorbeeld Boekenrode, De Wildhoef (later Aelbertsberg geheten) in bezit, en enkele villa's op de landgoederen. De oudste tak van de familie bezat Groot Hoenlo bij Olst en breidde het landgoed uit tot 600 hectares. 's Winters woonde de familie in Deventer in de oude Latijnse school aan het Grote Kerkhof.

### Stichting Hendrik Teding van Berkhout sr. en jr.
In de familie kwamen nogal wat kunstverzamelaars voor. Een van de bekendste was jhr. Hendrik Teding van Berkhout (1879-1969),  directeur Rijksprentenkabinet, die net als zijn vader verzamelingen van zijn voorvaderen uitbreidde, met name die van hun voorvader Willem Philip Kops (1755-1805) die een zogenaamd Kunstkabinet aanlegde. De collectie bestaat uit 5000 bladen West-Europese grafiek en uit 770 aquarellen en tekeningen en werd ondergebracht in een stichting. Twee van de dochters van de genoemde museumdirecteur schonken die collectie aan het Teylers Museum.

### Schmidt
In 1986 promoveerde Kees Schmidt (1950) cum laude op de familie Teding van Berkhout. Deze dissertatie geldt sindsdien als een modelgenealogische, sociologische geschiedschrijving van een familie, zoals in dit geval van een regenten- / patricische / adellijke familie, ook al werd dat niet meteen door iedereen (h)erkend. Een echte genealogie is dit werk echter niet.

### Genealogieën
Het archief van de familie bevat achttien genealogieën uit verschillende tijdperken. Een van de eersten die zich ermee bezighield was Paulus Teding van Berkhout (1609-1672). De laatste is de uitvoerige van jhr. mr. Frederik Teding van Berkhout (1883-1956) uit de jaren 1930. In 2012 gaf jhr. mr. J.P.E. Teding van Berkhout (1938-2022), die 50 jaar secretaris van de familiestichting was geweest, door hem verzamelde informatie en documentatie aan zijn neef jhr. drs. H.S. van Lennep (1937; hun moeders waren dochters van jhr. mr. Johan Fredrik Theodoor van Valkenburg), oud-voorzitter van het CBG Centrum voor familiegeschiedenis. Deze laatste publiceerde in 2014 een uitvoerige genealogie, gebaseerd op de verzamelde gegevens van zijn neef en die van jhr. mr. Frederik Teding van Berkhout (1883-1956), met vele illustraties en afbeeldingen van familieportretten, als deel XXI in de reeks van het Koninklijk Nederlandsch Genootschap voor Geslacht- en Wapenkunde.

## Regenten in Hoorn
Gedurende generaties, en vanaf de stamvader, bekleedden telgen van dit geslacht bestuursfuncties in de stad Hoorn, en telgen trouwden met andere bestuurders van die stad.

### Enkele bestuurders
Pieter Jansz. Berckhout († na 25 oktober 1566), vanaf 1517 raad in de vroedschap, schepen en burgemeester
- Cornelis Pietersz. Berckhout († 1605), burgemeester
  - Maritje Cornelisdr. Berckhout (1564-1593); trouwde Willem van Neck Pietersz. († 1625), raad in de vroedschap
  - Neeltje Cornelisdr. Berckhout (1569-?); trouwde met Claes Cornelisz. Veen, raad in de vroedschap, schepen en burgemeester
- Gerrit Pietersz. Berckhout († 1572), schout van Haarlem
- Jan  Pietersz. Berckhout (1510-1587), thesaurier en pensionaris van Monnickendam, burgemeester van Hoorn; trouwde in eerste echt met Cornelia Tedingh († voor 27 maart 1568)

## Regenten in Monnickendam
Vanaf de tweede generatie werden telgen van het geslacht bestuurders in Monnickendam. Ook in deze stad trouwden telgen met andere bestuurders van die stad.

### Enkele bestuurders
Pieter Jansz. Berckhout († na 25 oktober 1566), vanaf 1517 raad in de vroedschap, schepen en burgemeester van Hoorn
- Jan  Pietersz. Berckhout (1510-1587), thesaurier en pensionaris van Monnickendam, burgemeester van Hoorn; trouwde in eerste echt met Cornelia Tedingh († voor 27 maart 1568)
  - Nisa Tedingh Berckhout; trouwde met Jan Jansz. Vos, raad in de vroedschap van Monnickendam
  - Jan Tedingh Berckhout (1549-1633), raad in de vroedschap en burgemeester van Monnickendam

## Enkele telgen
- jkvr. Anna Johanna Maria Teding van Berkhout (1833-1909), ondernemer
- jhr. Hendrik Teding van Berkhout (1879-1969), directeur van het Rijksprentenkabinet
- mr. Jan Teding van Berkhout (1713-1766), burgemeester van Delft
- mr. dr. James John Teding van Berkhout (1814-1880), lid van de Tweede Kamer
- jkvr. Lijsbeth Teding van Berkhout (1946), edelsmid, sieraadontwerper, beeldhouwer
- jhr. mr. Pieter Jacob Teding van Berkhout (1847-1885), burgemeester
- mr. Willem Hendrik Teding van Berkhout (1745-1809), Patriot, lid en voorzitter van de Nationale Vergadering en later burgemeester van Delft
- jhr. Willem Philip Teding van Berkhout (1851-1915), burgemeester van Haarlemmerliede en Spaarnwoude
- mr. Adriaan Tedingh van Berckhout (1571-1620), lid Staten van Holland, raadsheer bij het Hof van Holland, raadsheer van Johan van Oldenbarnevelt
- jhr. Jacob Johan Teding van Berkhout (1886-1944), luitenant-kolonel cavalerie 1e regiment huzaren motorrijder, verzetsstrijder, overleden in Natzweiler